# رودخانه خشک
رودخانهٔ خشک، خُرم‌رود یا هفت پیلی رودخانه‌ای فصلی در شهر شیراز می‌باشد. این رودخانه از ملحق شدن آب دو قنات نهراعظم و چنار سوخته تشکیل شده و پس از عبور از شهر شیراز به سمت جنوب‌شرقی حوضهٔ خود متمایل شده و به دریاچهٔ مهارلو می‌ریزد. حوضهٔ آبریز رودخانهٔ خشک به فرم کشیده و در جهت شمال غرب به جنوب شرق است و یکی از زیرحوضه‌های دریاچهٔ مهارلو محسوب می‌شود. به تازگی در مسیر رودخانه خشک سدهایی ساخته شده‌است.

## مسیر
این رودخانه از  بزرگراه حسینی الهاشمی شروع شده و پس از طی کردن قسمتی از کمربندی به پل معالی آباد و بلوار شهید چمران و از آن به کنارگذر رودخانه خشک متصل شده و پس از گذشتن از آن به کفترک و در نهایت به دریاچه مهارلو می‌ریزد. این رودخانه به صورت قطری از وسط شهر شیراز می‌گذرد و شهر را از جهاتی به دو نیم تقسیم کرده‌است.

## پل‌ها
برای عبور از روی این رودخانه در شیراز، پل‌های متعددی بر روی آن نصب شده‌است که این پل‌ها به ترتیب عبارت‌اند از: پل بزرگراه حسینی الهاشمی، پل معالی آباد، پل شاهد، پل کوهسار، پل زرگری، پل ده بزرگی، پل نمازی، پل باغ صفا، پل انقلاب، پل حر، پل هجرت (پارکینگ)، پل علی بن حمزه، پل امام علی، پل پیرنیا، پل فضیلت، پل پرویزی و پل فرصت شیرازی و همچنین پل مولوی روی این رودخانه در حال ساخت است.

## نگارخانه

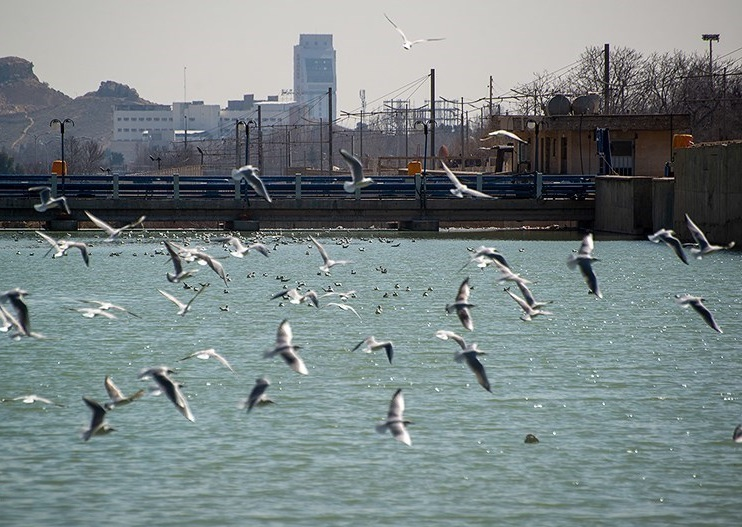
رودخانه
نمایی از رودخانه و بلوار شهید چمران
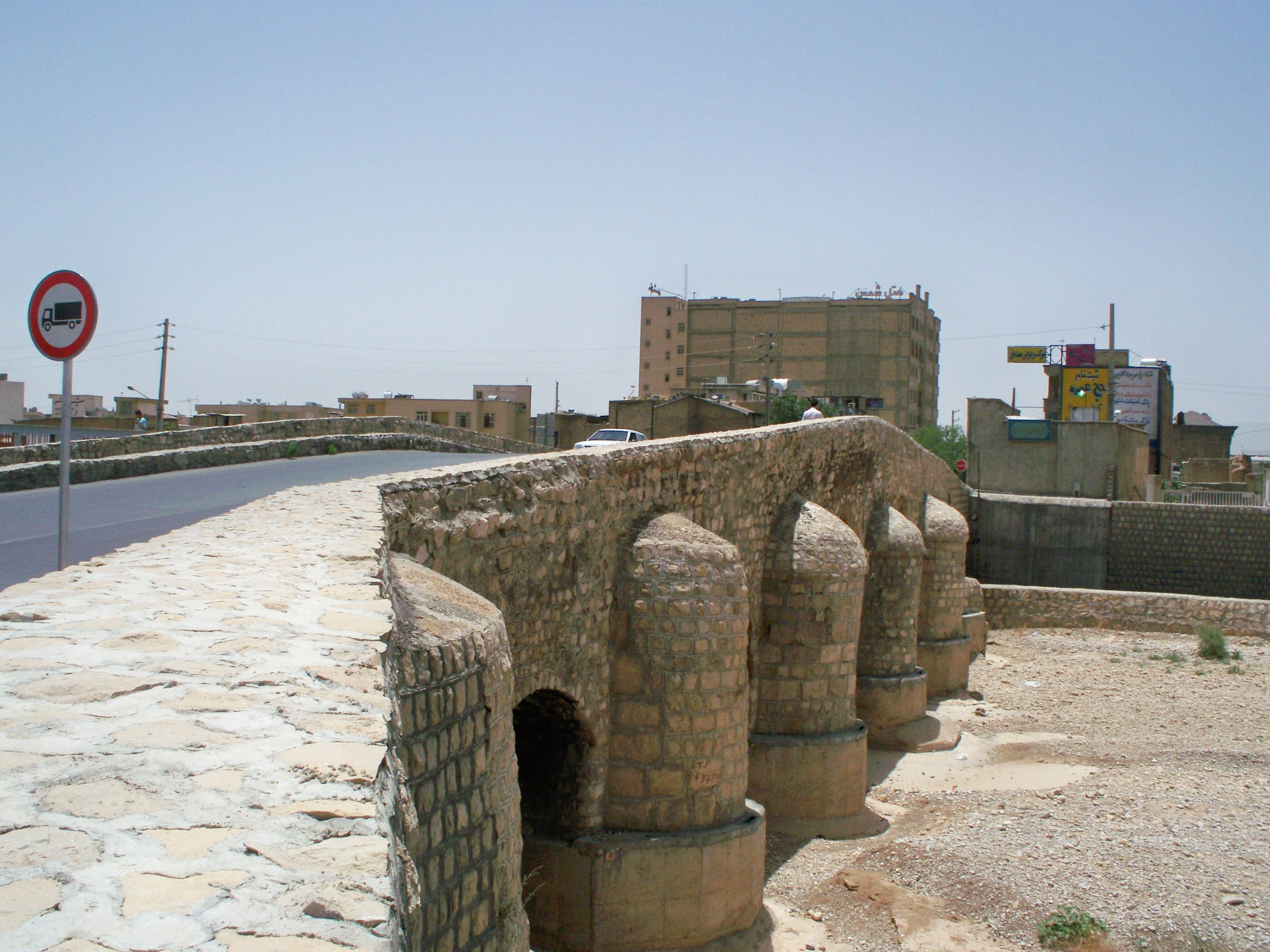
پل علی ابن حمزه
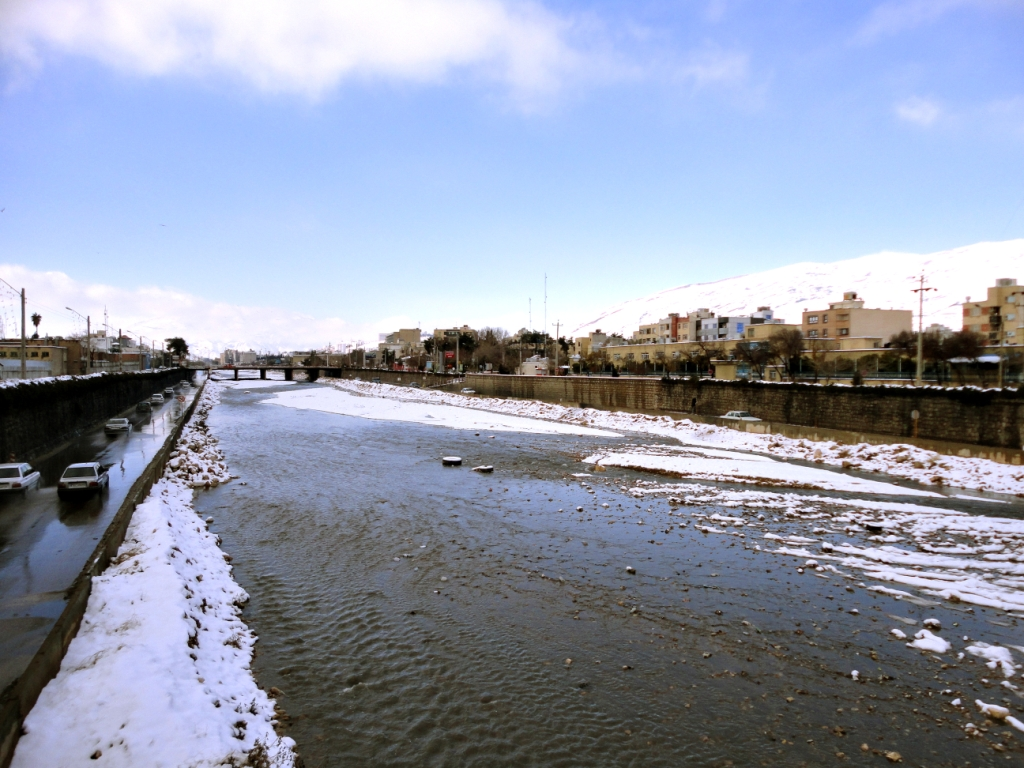
رودخانه در یک روز برفی